# Süper Lig 2020-2021
La Süper Lig 2020-2021, ufficialmente chiamata Spor Toto Süper Lig Cemil Usta 2020-2021 per motivi di sponsorizzazione, è stata la 63ª edizione della massima divisione del campionato di calcio turco, iniziata l'11 settembre 2020 e terminata il 15 maggio 2021.
Il İstanbul Başakşehir era la squadra campione in carica. Il Beşiktaş ha vinto il titolo per la sedicesima volta.

## Stagione

### Novità
Dalla stagione 2019-2020 non è retrocessa alcuna squadra, in seguito alle vicissitudini legate alla pandemia di COVID-19. Dalla in TFF 1. Lig, invece, sono stati promosse Hatayspor e Erzurumspor FK, rispettivamente primo e secondo classificato, e Fatih Karagümrük, vincitore dei play-off: pertanto le squadre partecipanti sono aumentate da 18 a 21.

### Formula
Le ventuno squadre partecipanti si affrontano in un girone all'italiana con partite di andata e ritorno per un totale di 40 giornate. La prima classificata al termine della stagione è designata campione di Turchia e ammessa alla Fase a gironi della UEFA Champions League 2021-2022. La squadra seconda classificata viene ammessa al secondo turno di qualificazione di UEFA Champions League. Le squadre terza e quarta classificate vengono ammesse in UEFA Europa Conference League 2021-2022, rispettivamente al terzo e al secondo turno di qualificazione. La vincitrice della Coppa di Turchia è ammessa ai play-off della UEFA Europa League 2021-2022. Le ultime quattro squadre classificate sono retrocesse in TFF 1. Lig.

## Squadre partecipanti
| Club                | Città      | Stadio                        | Stagione precedente    |
| ------------------- | ---------- | ----------------------------- | ---------------------- |
| Alanyaspor          | Alanya     | Stadio Bahçeşehir Okulları    | 5º posto in Süper Lig  |
| Ankaragücü          | Ankara     | Stadio Eryaman                | 18º posto in Süper Lig |
| Antalyaspor         | Antalya    | Stadio Antalya                | 9º posto in Süper Lig  |
| İstanbul Başakşehir | Istanbul   | Stadio Başakşehir Fatih Terim | Campione della Turchia |
| Beşiktaş            | Istanbul   | Vodafone Arena                | 3º posto in Süper Lig  |
| Çaykur Rizespor     | Rize       | Stadio Çaykur Didi            | 15º posto in Süper Lig |
| Denizlispor         | Denizli    | Stadio Atatürk                | 14º posto in Süper Lig |
| Erzurumspor FK      | Erzurum    | Stadio Kâzım Karabekir        | 2º posto in 1. Lig     |
| Fatih Karagümrük    | Istanbul   | Stadio olimpico Atatürk       | 5º posto in 1. Lig     |
| Fenerbahçe          | Istanbul   | Stadio Şükrü Saraçoğlu        | 7º posto in Süper Lig  |
| Galatasaray         | Istanbul   | Türk Telekom Arena            | 6º posto in Süper Lig  |
| Gaziantep           | Gaziantep  | Gaziantep Arena               | 8º posto in Süper Lig  |
| Gençlerbirliği      | Ankara     | Stadio Eryaman                | 12º posto in Süper Lig |
| Göztepe             | Smirne     | Stadio Gürsel Aksel           | 11º posto in Süper Lig |
| Hatayspor           | Antiochia  | Stadio Antakya Atatürk        | 1º posto in 1. Lig     |
| Kasımpaşa           | Istanbul   | Stadio Recep Tayyip Erdoğan   | 10º posto in Süper Lig |
| Kayserispor         | Kayseri    | Stadio Kadir Has              | 17º posto in Süper Lig |
| Konyaspor           | Konya      | Yeni Konyaspor Stadı          | 13º posto in Süper Lig |
| Sivasspor           | Sivas      | Nuovo stadio 4 settembre      | 4º posto in Süper Lig  |
| Trabzonspor         | Trebisonda | Stadio Şenol Güneş            | 2º posto in Süper Lig  |
| Yeni Malatyaspor    | Malatya    | Stadio Malatya İnönü          | 16º posto in Süper Lig |

## Allenatori e primatisti
| Squadra          | Allenatore | Giocatore più presente                       | Capocannoniere                       |
| ---------------- | --- | -------------------------------------------- | ------------------------------------ |
| Alanyaspor       | Çağdaş Atan | Davidson (39)                                | Davidson (11)                        |
| Ankaragucu       | Fuat Çapa (1ª-9ª) Mustafa Dalcı (10ª-24ª) Hikmet Karaman (25ª-42ª)                                                      | Saba Lobzhanidze (37)                        | Joseph Paintsil (11)                 |
| Antalyaspor      | Tamer Tuna (1ª-6ª) Ersun Yanal (7ª-42ª)                                                                                 | Fëdor Kudrjašov (37)                         | Fredy (8)                            |
| Basaksehir       | Okan Buruk (1ª-21ª) Aykut Kocaman (22ª-42ª)                                                                             | Enzo Crivelli (36)                           | Fredrik Gulbrandsen (7)              |
| Besiktas         | Sergen Yalçın | Cyle Larin (38)                              | Cyle Larin (19)                      |
| Caykur Rizespor  | Stjepan Tomas (1ª-19ª) Marius Şumudică (20ª-28ª) Bülent Uygun (29ª-42ª)                                                 | Braian Samudio (37)                          | Milan Škoda (9)                      |
| Denizlispor      | Robert Prosinečki (1ª-9ª) Yalçın Koşukavak (10ª-21ª) Hakan Kutlu (22ª-35ª) Ali Tandoğan (36ª-42ª)                       | Hugo Rodallega (37)                          | Hugo Rodallega (14)                  |
| Erzurum BB       | Mehmet Özdilek (1ª-10ª) Hüseyin Çimşir (11ª-13ª) Mesut Bakkal (14ª-31ª) İsmail Kartal (32ª) Yılmaz Vural (33ª-42ª)      | Emrah Başsan (38)                            | Emrah Başsan (7)                     |
| Fatih Karagumruk | Şenol Can (1ª-30ª) Francesco Farioli (31ª-42ª)                                                                          | Alassane Ndao (38)                           | Alassane Ndao (9) Fabio Borini (9)   |
| Fenerbahce       | Erol Bulut (1ª-31ª) Emre Belözoğlu (32ª-42ª)                                                                            | Ozan Tufan (37)                              | Enner Valencia (12)                  |
| Galatasaray      | Fatih Terim | Marcão (37)                                  | Radamel Falcao (9)                   |
| Gaziantep        | Marius Şumudică (1ª-18ª) Ricardo Sá Pinto (19ª-42ª)                                                                     | Günay Güvenç Alexandru Maxim Kenan Özer (38) | Alexandru Maxim Muhammet Demir (15)  |
| Genclerbirligi   | Mert Nobre (1ª-8ª) Mustafa Kaplan (9ª-22ª) Mehmet Altıparmak (23ª-29ª) Özcan Bizati (30ª-42ª)                           | Kristoffer Nordfeldt Robert Piris (36)       | Bogdan Stancu (7)                    |
| Goztepe          | İlhan Palut (1ª-18ª) Ünal Karaman (19ª-42ª)                                                                             | Halil Akbunar (40)                           | Cherif Ndiaye (10)                   |
| Hatayspor        | Ömer Erdoğan | Rayane Aabid (39)                            | Aaron Boupendza (22)                 |
| Kasimpasa        | Mehmet Altıparmak (1ª-7ª) İrfan Buz (8ª-9ª) Fuat Çapa (10ª-31ª) Şenol Can (32ª-42ª)                                     | Kevin Varga (37)                             | Yusuf Erdoğan Isaac Kiese Thelin (9) |
| Kayserispor      | Bayram Bektaş (1ª-7ª) Samet Aybaba (8ª-16ª) Dan Petrescu (17ª-26ª) Hamza Hamzaoğlu (27ª-37ª) Yalçın Koşukavak (38ª-42ª) | Ilhan Parlak (37)                            | Ilhan Parlak (9)                     |
| Konyaspor        | İsmail Kartal (1ª-24ª) İlhan Palut (25ª-42ª)                                                                            | Nejc Skubic (39)                             | Artem Kravets (9)                    |
| Sivasspor        | Riza Çalimbay | Max Gradel (39)                              | Max Gradel (11)                      |
| Trabzonspor      | Eddie Newton (1ª-7ª) Abdullah Avcı (8ª-42ª)                                                                             | Uğurcan Çakır Edgar Ié (38)                  | Caleb Ekuban (10)                    |
| Yeni Malatyaspor | Hamza Hamzaoğlu (1ª-26ª) İrfan Buz (22ª-42ª)                                                                            | Issam Chebake Ahmed Ildız (35)               | Adem Büyük (17)                      |

## Classifica finale
|       | Pos. | Squadra             | Pt | G  | V  | N  | P  | GF | GS | DR  |
| ----- | ---- | ------------------- | -- | -- | -- | -- | -- | -- | -- | --- |
| [ 3 ] | 1.   | Beşiktaş            | 84 | 40 | 26 | 6  | 8  | 89 | 44 | +45 |
|       | 2.   | Galatasaray         | 84 | 40 | 26 | 6  | 8  | 80 | 36 | +44 |
|       | 3.   | Fenerbahçe          | 82 | 40 | 25 | 7  | 8  | 72 | 41 | +31 |
|       | 4.   | Trabzonspor         | 71 | 40 | 19 | 14 | 7  | 50 | 37 | +13 |
|       | 5.   | Sivasspor           | 65 | 40 | 16 | 17 | 7  | 54 | 43 | +11 |
|       | 6.   | Hatayspor           | 61 | 40 | 17 | 10 | 13 | 62 | 53 | +9  |
|       | 7.   | Alanyaspor          | 60 | 40 | 17 | 9  | 14 | 58 | 45 | +13 |
|       | 8.   | Fatih Karagümrük    | 60 | 40 | 16 | 12 | 12 | 64 | 52 | +12 |
|       | 9.   | Gaziantep           | 58 | 40 | 15 | 13 | 12 | 59 | 51 | +8  |
|       | 10.  | Göztepe             | 51 | 40 | 13 | 12 | 15 | 59 | 59 | 0   |
|       | 11.  | Konyaspor           | 50 | 40 | 12 | 14 | 14 | 49 | 48 | +1  |
|       | 12.  | İstanbul Başakşehir | 48 | 40 | 12 | 12 | 16 | 43 | 55 | -12 |
|       | 13.  | Çaykur Rizespor     | 48 | 40 | 12 | 12 | 16 | 53 | 69 | -16 |
|       | 14.  | Kasımpaşa           | 46 | 40 | 12 | 10 | 18 | 47 | 57 | -10 |
|       | 15.  | Yeni Malatyaspor    | 45 | 40 | 10 | 15 | 15 | 49 | 53 | -4  |
|       | 16.  | Antalyaspor         | 44 | 40 | 9  | 17 | 14 | 41 | 55 | -14 |
|       | 17.  | Kayserispor         | 41 | 40 | 9  | 14 | 17 | 35 | 52 | -17 |
|       | 18.  | Erzurumspor FK      | 40 | 40 | 10 | 10 | 20 | 44 | 68 | -24 |
|       | 19.  | Ankaragücü          | 38 | 40 | 10 | 8  | 22 | 46 | 65 | -19 |
|       | 20.  | Gençlerbirliği      | 38 | 40 | 10 | 8  | 22 | 44 | 76 | -32 |
|       | 21.  | Denizlispor         | 28 | 40 | 6  | 10 | 24 | 38 | 77 | -39 |

Legenda:

      Campione di Turchia e ammessa alla UEFA Champions League 2021-2022
      Ammessa agli spareggi di UEFA Champions League 2021-2022
      Ammessa alla UEFA Europa League 2021-2022
      Ammesse alla UEFA Europa Conference League 2021-2022
      Retrocesse in TFF 1. Lig 2021-2022
Note:
Tre punti per la vittoria, uno per il pareggio, zero per la sconfitta.

## Risultati

### Tabellone
|                  | ALA  | ANK  | ANT  | BAS  | BES  | ÇAY  | DEN  | ERZ  | FAT  | FEN  | GAL  | GAZ  | GEN  | GOZ  | HAT  | KAS  | KAY  | KON    | SIV    | TRA    | YEN    |
| ---------------- | ---- | ---- | ---- | ---- | ---- | ---- | ---- | ---- | ---- | ---- | ---- | ---- | ---- | ---- | ---- | ---- | ---- | ------ | ------ | ------ | ------ |
| Alanyaspor       | –––– | 4-3  | 4-0  | 3-0  | 2-1  | 2-1  | 3-2  | 2-3  | 2-0  | 0-0  | 0-1  | 3-2  | 1-2  | 1-1  | 6-0  | 1-2  | 2-0  | 1-0    | 3-1    | 1-1    | 1-1    |
| Ankaragücü       | 0-1  | –––– | 1-0  | 1-2  | 0-1  | 1-1  | 1-1  | 1-2  | 2-2  | 1-2  | 2-1  | 0-1  | 2-1  | 3-0  | 2-0  | 1-0  | 0-1  | 4-3    | 1-4    | 0-1    | 3-1    |
| Antalyaspor      | 0-2  | 1-0  | –––– | 0-0  | 1-1  | 2-3  | 1-0  | 3-1  | 3-1  | 1-2  | 0-1  | 1-1  | 2-0  | 2-3  | 0-6  | 1-1  | 2-0  | 0-0    | 2-4    | 1-1    | 1-1    |
| Başakşehir       | 0-0  | 2-1  | 5-1  | –––– | 2-3  | 1-1  | 3-3  | 1-0  | 0-1  | 1-2  | 0-2  | 1-2  | 2-1  | 0-0  | 1-5  | 2-2  | 0-0  | 1-1    | 1-1    | 0-1    | 3-1    |
| Beşiktaş         | 3-0  | 2-2  | 1-1  | 3-2  | –––– | 6-0  | 3-0  | 4-0  | 1-2  | 1-1  | 2-0  | 2-1  | 0-1  | 2-1  | 7-0  | 3-0  | 3-1  | 1-0    | 3-0    | 1-2    | 1-0    |
| Çaykur Rizespor  | 1-1  | 5-3  | 2-1  | 0-2  | 2-3  | –––– | 1-1  | 0-2  | 0-0  | 1-2  | 0-4  | 3-0  | 1-1  | 3-2  | 1-0  | 1-1  | 1-0  | 5-3    | 0-0    | 0-0    | 0-4    |
| Denizlispor      | 1-0  | 1-2  | 1-1  | 0-0  | 2-3  | 0-1  | –––– | 2-3  | 1-2  | 0-2  | 1-4  | 0-1  | 1-0  | 2-1  | 0-2  | 1-1  | 0-1  | 0-0    | 1-1    | 0-0    | 3-2    |
| Erzurum BB       | 1-1  | 1-0  | 2-2  | 1-2  | 2-4  | 0-0  | 1-2  | –––– | 2-2  | 0-3  | 1-2  | 1-1  | 0-1  | 1-1  | 1-3  | 0-1  | 1-1  | 1-2    | 1-2    | 0-0    | 1-0    |
| Fatih Karagümrük | 2-0  | 0-1  | 2-2  | 2-0  | 1-4  | 2-1  | 5-1  | 5-1  | –––– | 1-2  | 2-1  | 2-0  | 5-1  | 1-1  | 1-0  | 1-1  | 3-0  | 2-1    | 1-1    | 1-2    | 3-0    |
| Fenerbahçe       | 2-1  | 3-1  | 1-1  | 4-1  | 3-4  | 1-0  | 1-0  | 3-1  | 2-1  | –––– | 0-1  | 3-1  | 1-2  | 0-1  | 0-0  | 3-2  | 3-0  | 0-2    | 1-2    | 3-1    | 0-3    |
| Galatasaray      | 1-2  | 1-0  | 0-0  | 3-0  | 3-1  | 3-4  | 6-1  | 2-0  | 1-1  | 0-0  | –––– | 3-1  | 6-0  | 3-1  | 3-0  | 2-1  | 1-1  | 1-0    | 2-2    | 1-1    | 3-1    |
| Gaziantep        | 3-1  | 2-0  | 0-0  | 2-0  | 3-1  | 4-5  | 2-0  | 2-3  | 2-2  | 3-1  | 1-2  | –––– | 2-1  | 2-0  | 1-1  | 2-2  | 2-1  | 1-0    | 0-1    | 1-1    | 2-2    |
| Gençlerbirliği   | 2-1  | 1-1  | 0-1  | 0-1  | 0-3  | 2-1  | 1-2  | 1-1  | 1-3  | 1-5  | 0-2  | 1-1  | –––– | 5-3  | 3-1  | 2-1  | 3-2  | 0-0    | 2-3    | 1-2    | 1-1    |
| Göztepe          | 1-0  | 3-1  | 0-1  | 2-1  | 1-2  | 2-0  | 5-1  | 3-1  | 1-1  | 2-3  | 1-3  | 2-2  | 4-0  | –––– | 0-1  | 1-0  | 1-1  | 0-1    | 3-5    | 1-1    | 2-2    |
| Hatayspor        | 0-0  | 4-1  | 3-2  | 2-0  | 2-2  | 2-2  | 1-0  | 3-0  | 3-1  | 1-2  | 3-0  | 0-1  | 3-1  | 2-3  | –––– | 1-0  | 1-3  | 2-1    | 1-1    | 0-1    | 1-2    |
| Kasımpaşa        | 3-0  | 3-1  | 2-2  | 0-1  | 1-0  | 2-0  | 3-2  | 1-2  | 3-2  | 0-3  | 1-0  | 0-4  | 2-0  | 0-0  | 1-4  | –––– | 0-1  | 1-1    | 2-0    | 1-2    | 0-0    |
| Kayserispor      | 1-1  | 0-0  | 0-1  | 2-0  | 0-2  | 2-1  | 6-3  | 1-3  | 0-0  | 1-2  | 0-3  | 0-0  | 2-2  | 1-1  | 0-1  | 1-0  | –––– | 1-2    | 1-3    | 0-0    | 1-0    |
| Konyaspor        | 1-0  | 1-1  | 0-0  | 1-2  | 4-1  | 1-1  | 2-0  | 2-0  | 5-1  | 0-3  | 4-3  | 0-0  | 0-0  | 2-3  | 0-0  | 2-1  | 0-0  | ––––\| | 0-1    | 1-1    | 1-1    |
| Sivasspor        | 0-2  | 0-0  | 0-0  | 0-0  | 0-0  | 0-2  | 2-2  | 0-0  | 1-0  | 1-1  | 1-2  | 2-1  | 3-1  | 0-1  | 1-1  | 2-1  | 2-0  | 3-1    | ––––\| | 0-0    | 1-0    |
| Trabzonspor      | 1-3  | 4-1  | 2-1  | 0-2  | 1-3  | 2-1  | 1-0  | 1-0  | 2-0  | 0-1  | 0-2  | 1-0  | 2-1  | 1-0  | 1-1  | 3-4  | 1-1  | 3-1    | 1-1    | ––––\| | 3-1    |
| Yeni Malatyaspor | 1-0  | 2-1  | 1-0  | 1-1  | 0-1  | 4-1  | 2-0  | 1-3  | 0-0  | 1-1  | 0-1  | 2-2  | 2-1  | 1-1  | 1-1  | 2-0  | 1-1  | 2-3    | 2-2    | 0-2    | ––––\| |

## Statistiche

### Individuali

#### Classifica marcatori
| Gol |  |  | Giocatore            | Squadra          |
| --- |  |  | -------------------- | ---------------- |
| 22  |  |  | Aaron Boupendza      | Hatayspor        |
| 19  |  |  | Mame Diouf           | Hatayspor        |
| 19  |  |  | Cyle Larin           | Besiktas         |
| 17  |  |  | Adem Büyük           | Yeni Malatyaspor |
| 15  |  |  | Vincent Aboubakar    | Besiktas         |
| 15  |  |  | Muhammet Demir       | Gaziantep        |
| 15  |  |  | Alexandru Maxim      | Gaziantep        |
| 14  |  |  | Hugo Rodallega       | Denizlispor      |
| 13  |  |  | Anastasios Bakasetas | Trabzonspor      |
| 12  |  |  | Enner Valencia       | Fenerbahce       |
| 11  |  |  | Max Gradel           | Sivasspor        |
| 11  |  |  | Alassane Ndao        | Fatih Karagumruk |
| 11  |  |  | Davidson             | Alanyaspor       |
| 11  |  |  | Joseph Paintsil      | Ankaragucu       |
| 10  |  |  | Caleb Ekuban         | Trabzonspor      |
| 10  |  |  | Mustapha Yatabaré    | Sivasspor        |
| 10  |  |  | Torgeir Børven       | Ankaragucu       |
| 10  |  |  | Cherif Ndiaye        | Goztepe          |